# The Imperial Gazetteer of India
The Imperial Gazetteer of India (in italiano traducibile come "Il gazzettino imperiale dell'India") era un dizionario geografico dell'Impero anglo-indiano pubblicato nel 1881, oggi opera di riferimento storica. Sir William Wilson Hunter è stato il curatore dell'opera, iniziando il lavoro di pianificazione nel 1869.

## Edizioni
La prima edizione di The Imperial Gazetteer of India fu pubblicata in nove volumi nel 1881. Una seconda edizione, aumentò a 14 volumi, e fu preparata tra il 1885–87. Dopo la morte di Sir William Wilson Hunter nel 1900, Sir Herbert Hope Risley, William Stevenson Meyer, Sir Richard Burn e James Sutherland Cotton compilaro i 26 volumi Imperial Gazetteer of India.